# Lokale ruileconomie
Een ruilkring of lokale ruileconomie (Engels: exchange trade economy) is een economie die is gebaseerd op directe of indirecte ruilhandel. In een ruilkring ruilen de deelnemers goederen en diensten met elkaar, zonder dat daar geld voor wordt betaald. Daarmee krijgen oude spullen vaak een nieuw leven. Door gebruik van een virtuele munteenheid krijgen de deelnemers die spullen of diensten ontvangen toch het gevoel dat zij er iets tegenover zetten.  

## Geschiedenis
Vroeger werden de goederen en diensten in een lokale ruileconomie direct geruild. Tegenwoordig betalen de deelnemers in een lokale ruileconomie elkaar meestal in een interne munt (complementaire munteenheid, complementary currency, alternatieve munteenheid), zodat de activiteit niet beperkt hoeft te blijven tot een-op-eenruilhandel.

## Vormen
Er zijn veel complementaire munteenheden in de wereld, met vele verschijningsvormen, zowel zeer commercieel als heel sociaal. Voorbeelden van commerciële ruilsystemen zijn barters zoals de WIR Bank in Zwitserland. Voorbeelden van sociale ruilsystemen zijn LETS-systemen. In streken in de wereld met een grote geldkrapte is de ruilhandel soms de prevalente economie. De ruilsystemen of complementaire munteenheden hebben een eigenschap gemeen: ze zien geld als een instrument om specifieke economische doelen te bereiken, een instrument dat kan worden aangepast aan het gekozen doel.

## Ontstaansredenen
Complementaire munteenheden maken een opmerkelijke opmars. Dit heeft onder meer te maken met het volgende:
- Globalisering: regio's of gemeenschappen in de financiële periferie die het ontwikkeltempo niet kunnen volgen, zoeken naar nieuwe economische ontwikkelingsstrategieën.
- Het digitale tijdperk: hierdoor is de automatische verwerking van informatie zeer goedkoop. Sinds 2013 is de door STRO (Social Trade Organization) gebouwde Cyclos-software beschikbaar waar onder andere Qoin gebruik van maakt.
- Recente innovaties: er zijn vele experimenten met complementaire munteenheden. De lessen die hierdoor zijn geleerd leiden tot krachtige nieuwe initiatieven.

## Voorbeelden

### LETS
LETS (van Local Exchange Trading System of Lokaal Economisch Transactie Systeem) zijn lokale, non-profitruilnetwerken waar goederen en diensten met elkaar geruild kunnen worden, zonder dat daar valuta voor nodig is. LETS-kringen hebben een ding gemeen: ze ruilen met een gesloten beurs. LETS wordt gezien als een op het mutualisme gebaseerd kredietsysteem.
LETS-kringen gebruiken lokale vormen van krediet, zodat er niet direct geruild hoeft te worden. Een lid van een LETS-kring kan bijvoorbeeld krediet verdienen als kinderoppas voor de ene persoon en het later weer uitgeven aan een timmerklus die door een andere persoon uit dezelfde LETS-kring wordt uitgevoerd. Het verdiende en uitgegeven krediet wordt centraal bijgehouden door de desbetreffende lokale LETS-kring en valt in te zien door alle leden van die LETS-kring. De leden stellen ook de hoogte van een krediet voor bepaalde goederen en diensten vast.
De term LETS werd in 1982 bedacht door Michael Linton, die werkte onder de bedrijfsnaam Landsman. Hij beheerde samen met zijn vrouw Shirley een tijd lang de Comox Valley LETSystems in Courtenay in de Canadese provincie Brits-Columbia.
LETS-kringen zijn in een groot aantal landen actief, waaronder Nederland en België. LETS-kringen gebruiken als naam voor hun kredieteenheid verschillende benamingen, zoals bijvoorbeeld noppes in Amsterdam, sterren in Utrecht, tuinen in Leeuwarden, handjes in Antwerpen, blussers in Mechelen, vlasbloemen in Kortrijk en locks in Camden Town (Londen).

#### Nederland
In Nederland zijn LETS-kringen in ongeveer honderd plaatsen. De bekendste is Noppes uit Amsterdam. Noppes startte in 1993 op initiatief van STRO in Utrecht, dat zich inzet voor een duurzame en eerlijke economie (met name in de Derde Wereld). De vereniging telt ongeveer vijfhonderd leden. De diensten en producten worden afgerekend in 'noppes'. De advertenties zijn online te bekijken en de noppes'betalingen' worden ook voor het overgrote deel digitaal verricht. De vereniging organiseert ook markten waar de leden hun goederen en diensten kunnen aanbieden. Het kantoor is gehuisvest op de Marius van Bouwdijk Bastiaansestraat op het voormalige Wilhelmina Gasthuisterrein. In het kantoor is een kleine expositieruimte voor beeldende kunst.
Andere LETS-kringen zijn het Sterrenstelsel in Utrecht, de Zonnetjes van LETS Nijmegen en de Keerkring in Groningen.

#### Vlaanderen
In Vlaanderen bestonden op 18 oktober 2009 (LETS-Vlaanderen dag in Brugge) negentien LETS-kringen, medio 2019 zijn er een zestigtal geregistreerd bij Lets Vlaanderen. Op de website van de dienstverlenende organisatie LETS-Vlaanderen vzw zijn de coördinaten van alle groepen te vinden. Net zoals bij de Time dollars zijn de eenheden waarin afgerekend wordt een equivalent van een tijdseenheid (20 handjes per uur in Antwerpen, 60 schelpkes per uur in Oostende...)

### Social Trade Circuit Nederland
Lerend van het R&D-werk in Latijns-Amerika ontwikkelde STRO een nieuwe aanpak die veel dichter bij het gewone zakendoen staat. Daarbij wordt geld tijdelijk gelabeld, waarbij het vaker lokaal rondgaat en meer impact heeft op de lokale economie. Naast het labelen van bestaande geldstromen worden binnen deze netwerken contracyclische kredieten verstrekt, waarbij de kredietnemer en de leveranciers samenwerken. Deze aanpak wordt gerealiseerd in het Social Trade Circuit Nederland, waarin een aantal plaatselijke en landelijke gemeenschappen samenwerkt, met eigen munten die allemaal goed gedekt zijn. Voorbeelden van deze laatste initiatieven zijn United economy, (een netwerk van wat grotere, duurzame bedrijven), Broodhandel (netwerk voor leden van broodfondsen) en lokale netwerken in de Alkmaarse Culturijnen, het Arnhems Hert, de Bredase Parel, de Wageningse Eurijn, de Utrechtse Euro en de Zwolse PeperMunt.

### Time dollars
Time dollars in de VS, VK en Japan werken grofweg hetzelfde als LETS, met dat verschil dat in LETSystemen afgerekend wordt in eenheden die in het algemeen dezelfde waarde hebben als de euro. Bij time dollars wordt afgerekend, zoals de naam al doet vermoeden, in tijd. Time dollars en time banks zijn vooral groot in de Verenigde Staten, Groot-Brittannië en Japan, en worden daar gezien als instrument om de vergrijzing op te vangen.

### Regiogeld
In de laatste jaren zijn in Duitsland een tiental regiogeld-initiatieven gestart. Regiogeld heeft als doel lokale winkels te steunen in hun bestaansstrijd tegen internationale winkelketens. Consumenten worden verleid om lokale waardebonnen te kopen die alleen bij lokale winkels kunnen worden besteed. Op de bonnen zit een liquiditeitsheffing, een soort belasting op het oppotten van de waardebonnen. De Chiemgauer is het bekendste en meest ontwikkelde initiatief, met meer dan vierhonderd aangesloten winkels en duizenden particulieren. Regiogeld is enkele keren in het Nederlandse nieuws geweest.

### Barter
Een barter is een commercieel handelsnetwerk gericht op bedrijven. Sommige barters werken mondiaal, maar vele hebben nadrukkelijk een regionale focus. De oudste barter ter wereld is de WIR Wirtschaftsring in Zwitserland met ruim 80.000 mkb-leden en een omzet van ongeveer 2 miljard Zwitserse Frank. WIR is ontstaan in het interbellum als reactie op de wereldwijde crisis.
In Nederland zijn er drie barterorganisaties, namelijk Bartering, TradeXchange Nederland en Qoin (de laatste richt zich op het versterken van de regionale economie). In België zijn RES en TradeXchange Belgium goede voorbeelden, in Engeland Bartercard.
Moderne barters vormen een levendige bedrijfstak met mondiaal 750 spelers en een jaarlijks handelsverkeer met een geschatte waarde van € 200 miljard. Een selecte groep barters is lid van de wereldwijde brancheorganisatie IRTA, die haar leden controleert op integriteit en de naleving van bepaalde standaards. De deelnemers aan een aantal barters kunnen ook kopen bij deelnemers in andere netwerken via een internationaal clearinghouse.

### C3-bedrijfsnetwerken
C3 is een monetair model dat de laatste jaren vooral in Zuid-Amerika door STRO wordt getest. In een C3 verrekenen de deelnemers hun onderlinge transacties in een interne gemeenschappelijke administratie, net als in een barter. Het verschil met barter is de dekking: die ontstaat binnen een C3 door het geld dat met aankopen het netwerk binnenkomt. Deze financiële reserve wordt onder andere ingezet voor renteloze investeringen binnen het netwerk. 
Compras in het Braziliaanse landbouwgebied Rio Grande do Sul was de eerste C3. Deze C3 is in 2012 gesloten, er waren toen ruim vijfentwintighonderd deelnemers. Het Circuito Commercial di Credito Sardex is de Italiaanse partner van STRO